# Воронцово (Гагинський район)
Воронцово (рос. Воронцово) — село в Гагинському районі Нижньогородської області Російської Федерації.
Населення становить 63 особи. Входить до складу муніципального утворення Юр'євська сільрада.

## Історія
Від 2009 року входить до складу муніципального утворення Юр'євська сільрада.

## Населення
| 2002 | 2010 |
| ---- | ---- |
| 78   | ↘63  |